# Thomas Willis
Thomas Willis (27. siječnja 1621. – 11. studenog 1675.) bio je engleski liječnik koji je imao važnu ulogu u povijesti anatomije, neurologije i psihijatrije. 
Thomas Willis bio je jedan od prvih istraživača anatomije mozga, živčanog sustava i mišića, istraživao je i patologiju i neurofiziologiju mozga, te diabetes mellitus. On je otkrio, i po njemu nosi naziv, Willisov arterijski prsten.
Willis je prvi numerirao mozgovne živce na način koji se i danas koristi u anatomiji.